# 查利·克里斯
小查尔斯·华盛顿·克里斯（英語：Charles Washington Criss Jr.，1948年11月6日—），美国NBA联盟前职业篮球运动员。